# João Rodrigues (remero)
João Rodrigues (28 de octubre de 1991) es un deportista portugués que compitió en remo. Ganó una medalla de bronce en el Campeonato Europeo de Remo de 2010, en la prueba de ocho con timonel ligero.

## Palmarés internacional
| Campeonato Europeo | Campeonato Europeo          | Campeonato Europeo | Campeonato Europeo      |
| Año                | Lugar                       | Medalla            | Prueba                  |
| ------------------ | --------------------------- | ------------------ | ----------------------- |
| 2010               | Montemor-o-Velho (Portugal) | Medalla de bronce  | Ocho con timonel ligero |